# 卡丁车赛车游戏

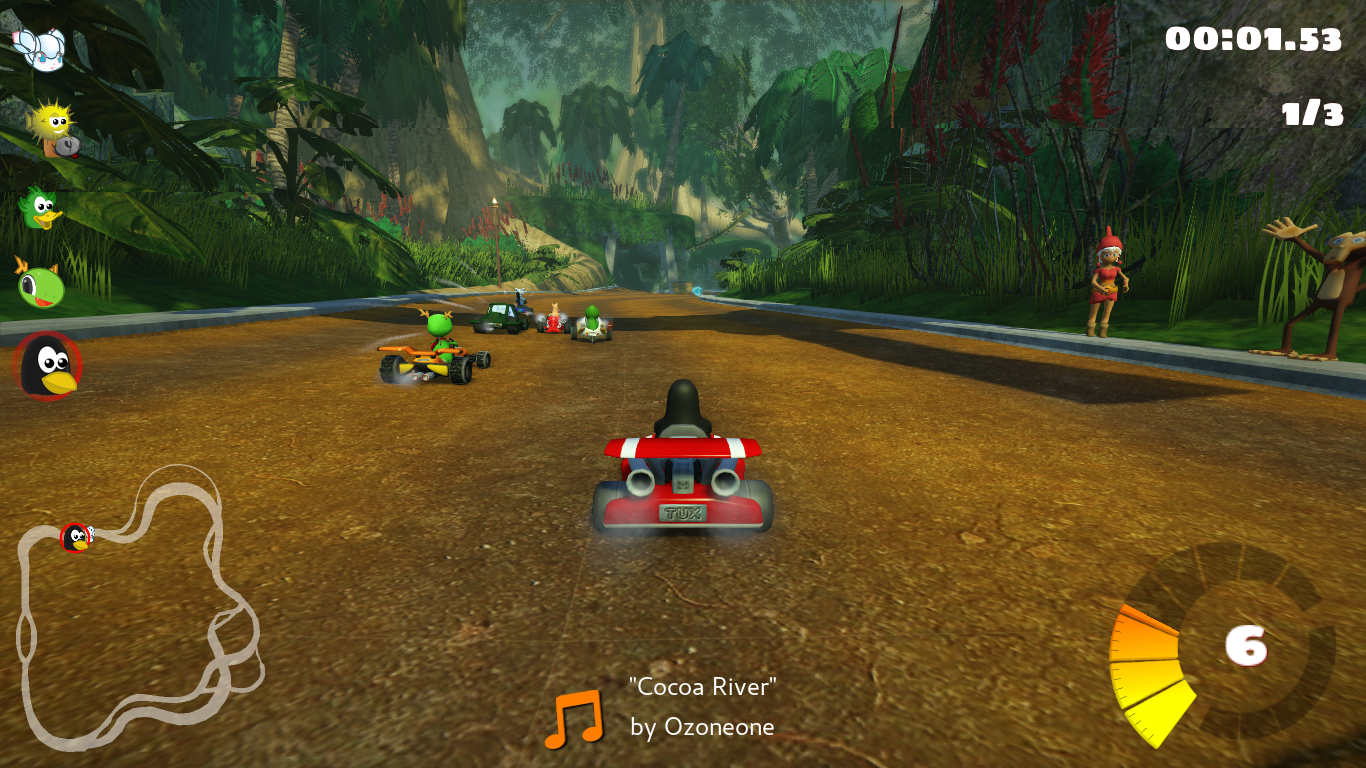
用开源软件开发的卡丁车游戏《SuperTuxKart》

卡丁车赛车游戏是竞速游戏的一种类型。卡丁车赛车游戏简化了驾驶机制，同时使用特别设计的赛道、障碍物和车辆格机制斗。卡丁车游戏起源于1980年代，但直到《超級瑪利歐賽車》（1992）和《古惑狼赛车》（1999）诞生后该类型才流行起来，而瑪利歐賽車系列则被认为是最有影响力的卡丁车赛车游戏。

## 特点
卡丁车赛车游戏简化了驾驶机制，同时增加了障碍、异常的赛道设计和各种动作元素。游戏中的赛车手通常是平台游戏或动画片中的虚构人物，通常有鲜明的特征或个性。相比其他竞速游戏，卡丁车赛车游戏更类似于街机游戏，玩家角色可以互相射击、收集道具以获取又是或者用特殊技巧加速。通常，在此类游戏中，车辆运动更像是小型赛车或速克達，没有类似于变速杆或离合器踏板的装置。
卡丁车赛车游戏不同于卡丁车模拟器，两者较易混淆，卡丁车模拟器是赛车模拟器游戏的一种，可以模拟实际的卡丁車而没有太多的游戏玩法。 

## 历史
SEGA于1988年在街機發行《Power Drift》成为卡丁车赛车游戏的代表，但也有观点认为任天堂于1992年在超級任天堂發行《超级马里奥赛车》开创了卡丁车赛车游戏类型，是第一款在比赛中加入战斗元素的卡丁车赛车游戏。由于硬件限制，该游戏比当时的其他赛车游戏运行较慢，促使其开发人员使用卡丁车主题。迄今为止，已有超过50种卡丁车赛车游戏面世，角色类型包括南方公园等作品。
瑪利歐賽車系列通常被认为是卡丁车赛车游戏的先驱，超越了其他流行游戏如《狄狄剛賽車》（Diddy Kong Racing）。卡丁车赛车游戏在1990年代广受游戏开发者青睐，其中《瑪利歐賽車DS》（2005）、《瑪利歐賽車Wii》（2008）、《瑪利歐賽車8 豪华版》（2017）是该类型中最畅销的三款游戏。